# Žbuka
Žbuka (inkarat, malter, mort) građevni je materijal, smjesa vode, gašenog vapna i pijeska ili drugog agregata i vezivnog sredstva (mort) kojim se prekrivaju zidovi i stropovi kako bi se nakon njezina očvrsnuća postigla ravna površina.

Neke se vrste žbuka udomaćeno nazivaju njihovim trgovačkim nazivima, npr. hirofa, terabona.
Žbukin sastojak gašeno vapno reagira s ugljikovim(IV) oksidom iz zraka i postupno otvrdne jer nastaje netopljiv kalcijev karbonat.
U osnovi se, iako je sastavljena od istog materijala (pijeska, cementa, vapna i/ili tucanika) razlikuje mort za zidanje i mort za žbukanje. Razlikuju se u količini i omjeru sastojaka.
Žbuka se obično nanosi strojno (sve rjeđe ručno) u dva do tri sloja, pri čemu je donja ili gruba žbuka debljine 1,5 cm podloga za gornju ili finu žbuku.

U slučaju nejednolike povšine zida polaže se na rabic pletivo, trstiku, bakulu, itd.

Prema sastavu morta žbuka može biti vapnena, sadrena, sadreno-vapnena, cementna, cementno-vapnena (produljena), plemenita, kamena, plastična, termoizolacijska (s lakim agregatom, npr. zrncima plovučca, ekspandiranog polistirena), itd., a prema izgledu i površinski glatka vapnena, sadrena ili cementna, ličena hrapava, oštra, gruba, štrcana, strugana, sgraffito, sadreni štuk, umjetni mramor, itd.
Žbukanje ima višestruku namjenu. U tehničkom smislu, žbukom se omogućuje bojenje zida ili lijepljenje tapeta, zaštičuju se zid i pročelje od atmosferilija, oštećenja i vlage, a poboljšavaju se akustična i toplinska svojstva zida. U higijenskom smislu, zatvara se nepravilnost reška i spojeva, omogućuje lakše čišćenje i održavanje zida te sprečava uvlačenje kukaca; u estetskom smislu, oblikuje se zidna ili stropna ploha u skladu s arhitektonskim izrazom građevine.